# The Colbert Report
The Colbert Report was een Amerikaans satirisch televisieprogramma dat door Stephen Colbert werd gepresenteerd op Comedy Central. Het was een afgeleid project van The Daily Show, waar Stephen Colbert als 'correspondent' werkte. In The Colbert Report speelde hij echter een goedbedoeld maar zeer conservatief personage, waarmee de show op die manier een parodie was op programma's van 24/7 nieuwszenders, voornamelijk The O'Reilly Factor van Bill O'Reilly, dat uitgezonden werd op Fox News.
The Colbert Report werd rond half 12 's avonds uitgezonden in de Verenigde Staten, tegenover het praatprogramma van Seth Meyers en David Letterman. In Nederland werd The Colbert Report één dag later dan in Verenigde Staten uitgezonden, op de zender Comedy Central Extra.
In april 2014 werd bekendgemaakt dat Stephen Colbert de presentatie van de "Late Show" van David Letterman overnam in 2015. Comedy Central maakte daarop bekend dat "The Colbert Report" eind 2014 eindigde. De laatste aflevering werd op 18 december 2014 uitgezonden in de Verenigde Staten.

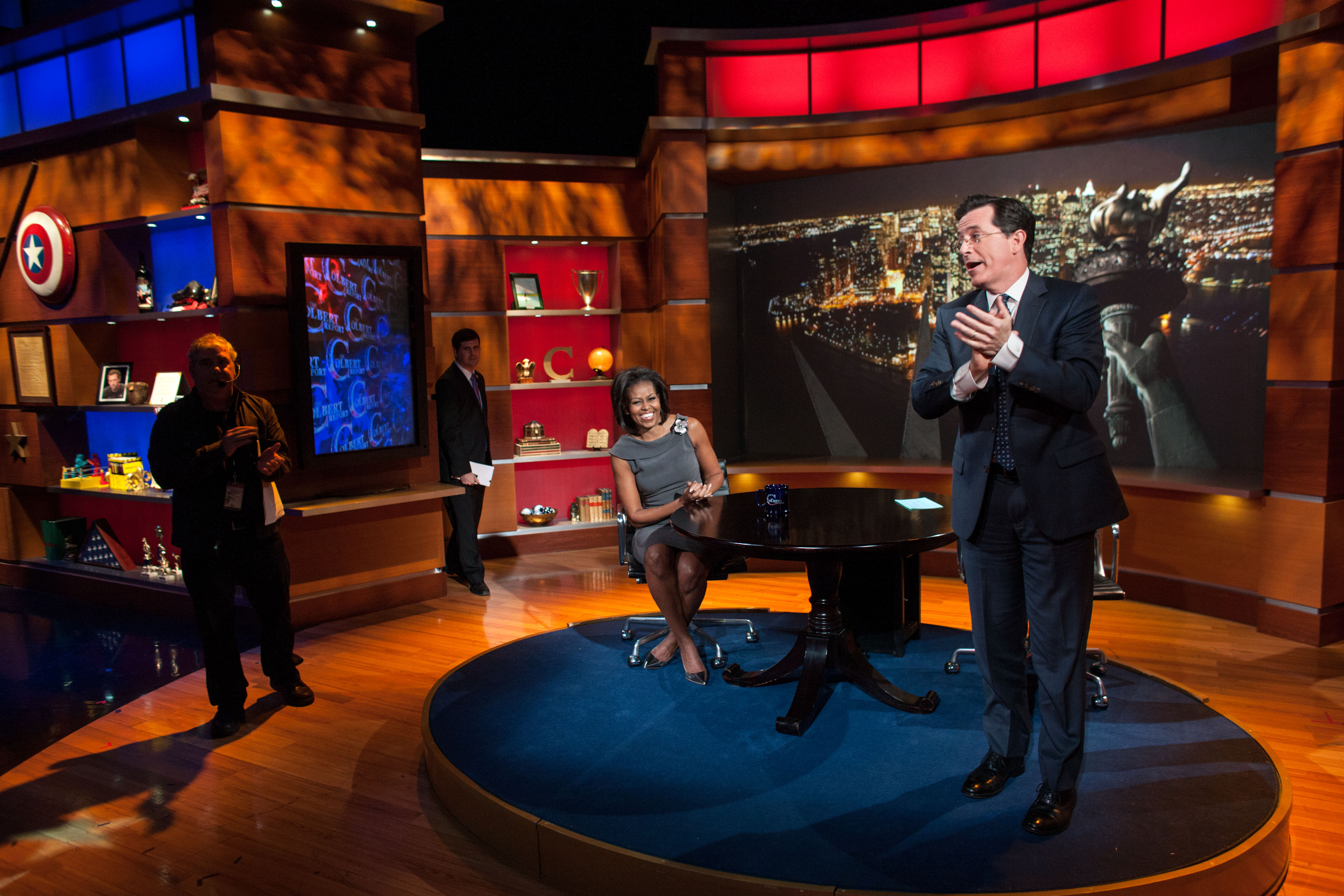
Michelle Obama als gast bij The Colbert Report

## Rubrieken
Naast de vaste interviews waren er ook vaak terugkerende rubrieken in de show.
Een van de rubrieken sinds de show begon in 2005 was Better Know a District, waarin Colbert een lid van het Amerikaanse Huis van Afgevaardigden interviewde. Hij heeft een tachtigtal van de in totaal 435 districten gedaan.
Een andere vaak terugkerende rubriek was "The Wørd" of the day als parodie op Talking Points Memo in The O'Reilly Factor.